# Micro-région de Várpalota
La micro-région de Várpalota (en hongrois : várpalotai kistérség) est une micro-région statistique hongroise rassemblant plusieurs localités autour de Várpalota.